# The Blind Princess and the Poet
The Blind Princess and the Poet é um filme mudo de 1911, do gênero dramático em curta metragem estadunidense, escrito pela roteirista Harriet Quimby e dirigido pelo cineasta D. W. Griffith.

## Elenco
- Blanche Sweet - A Princesa
- Charles West - O Poeta
- Charles Gorman
- Francis J. Grandon
- Guy Hedlund
- Grace Henderson
- Florence La Badie
- Jeanie Macpherson
- W. Chrystie Miller
- Alfred Paget